# Sarah Bernhardt (Lucky Luke)
Sarah Bernhardt is het 21ste album uit de stripreeks Lucky Luke uitgegeven bij Dargaud/Lucky Comics. De strip werd geschreven door Xavier Fauche en Jean Léturgie en getekend door Morris. Het album werd in 1982 uitgegeven door Dargaud. Het verhaal gaat over het tournee van de Franse actrice Sarah Bernhardt door de Verenigde Staten.

## Verhaal
In 1880 komt de Franse actrice Sarah Bernhardt naar de Verenigde Staten voor een tournee. De krant The Morning News schrijft enthousiast over de grootste actrice aller tijden, terwijl The Moral Virtue de komst van de bandeloze actrice beschrijft als het begin van het einde. President Rutherford Hayes vraagt Lucky Luke om Bernhardt tijdens de tournee te beschermen. Tijdens de reis krijgt het gezelschap te maken met sabotage. Tegen het einde van het verhaal wordt de groep gevangengenomen door indianen. Daar komt naar boven dat de sabotage het werk was van een zekere George, die ook met de groep meereist. George blijkt eigenlijk de vrouw van president Hayes te zijn. Zij was een tegenstander geweest van de komst van Sarah Bernhardt naar de Verenigde Staten en had zich vermomd om de tournee te saboteren. Als Bernhardt de indianen bezighoudt met een optreden, zodat de vrouw van de president de rest van de groep kan bevrijden, gaat zij echter anders tegen Bernhardt aankijken.

## Historische achtergrond
Sarah Bernhardt maakte inderdaad een tournee door de Verenigde Staten van 1880 tot 1881, en daaraan werd in de Amerikaanse media geruime aandacht geschonken. Zoals in de strip naar voren komt waarschuwden sommige predikanten hun toehoorders om bij haar optredens vandaan te blijven. De meeste gebeurtenissen in het verhaal zijn fictief. Wat echter wel klopt is dat Sarah Bernhardt in Boston op een dode walvis poseerde voor foto's.

## Trivia
- Rutherford B. Hayes (1822-1893), president van de Verenigde Staten van 1877 tot 1881, komt samen met zijn vrouw Lucy Webb (1831-1889) in dit album voor. Ze keren terug in het Lucky Luke-verhaal De man van Washington uit 2008.
- In het album citeert Sarah Bernhardt voortdurend het eerste couplet van het gedicht Le Vase brisé van de Franse dichter en nobelprijswinnaar Sully Prudhomme (1839-1907). In de Nederlandse versie luidt dit "De vaas, met daarin de geknakte bloem, die weldra zal verbleken, is licht geraakt door de klap van een waaier, en zo teer, zij zal spoedig breken..."
- Sarah Bernhardt is het eerste Lucky Luke-album met scenario van Xavier Fauche en Jean Léturgie.